# Layori
Layori – nigeryjska wokalistka muzyki akustycznej, jazzowej, soulowej, pop i etno. Śpiewa w trzech językach: angielskim, hiszpańskim i w joruba. Autorka tekstów i kompozytorka.

## Życiorys
Kiedy była w szkole podstawowej, ojciec zdecydował się na emigrację do Nowego Jorku wraz z rodziną. Kilka lat później, bojąc się utraty tożsamości kulturowej, powrócił z rodziną do Nigerii. W wieku 16 lat wyjechała do Londynu, a następnie do Portugalii, gdzie śpiewała w klubach jazzowych i w piano-barach. Od roku 2000 przebywa w Monachium. W Niemczech zaczęła komponować i pisać teksty piosenek. Wally Warning, piosenkarz, gitarzysta i basista, stał się jej kluczowym partnerem, który podzielił się doświadczeniem, aby stworzyć debiutancki album artystki pt. Origin (pol. Pochodzenie). 

## Dyskografia
Albumy
- Origin (2010)
- Rebirth (2012)

Single i wideoklipy
- Dada (2010)
- Rebirth
- Iwa Lewa